# Nele Van den Broeck

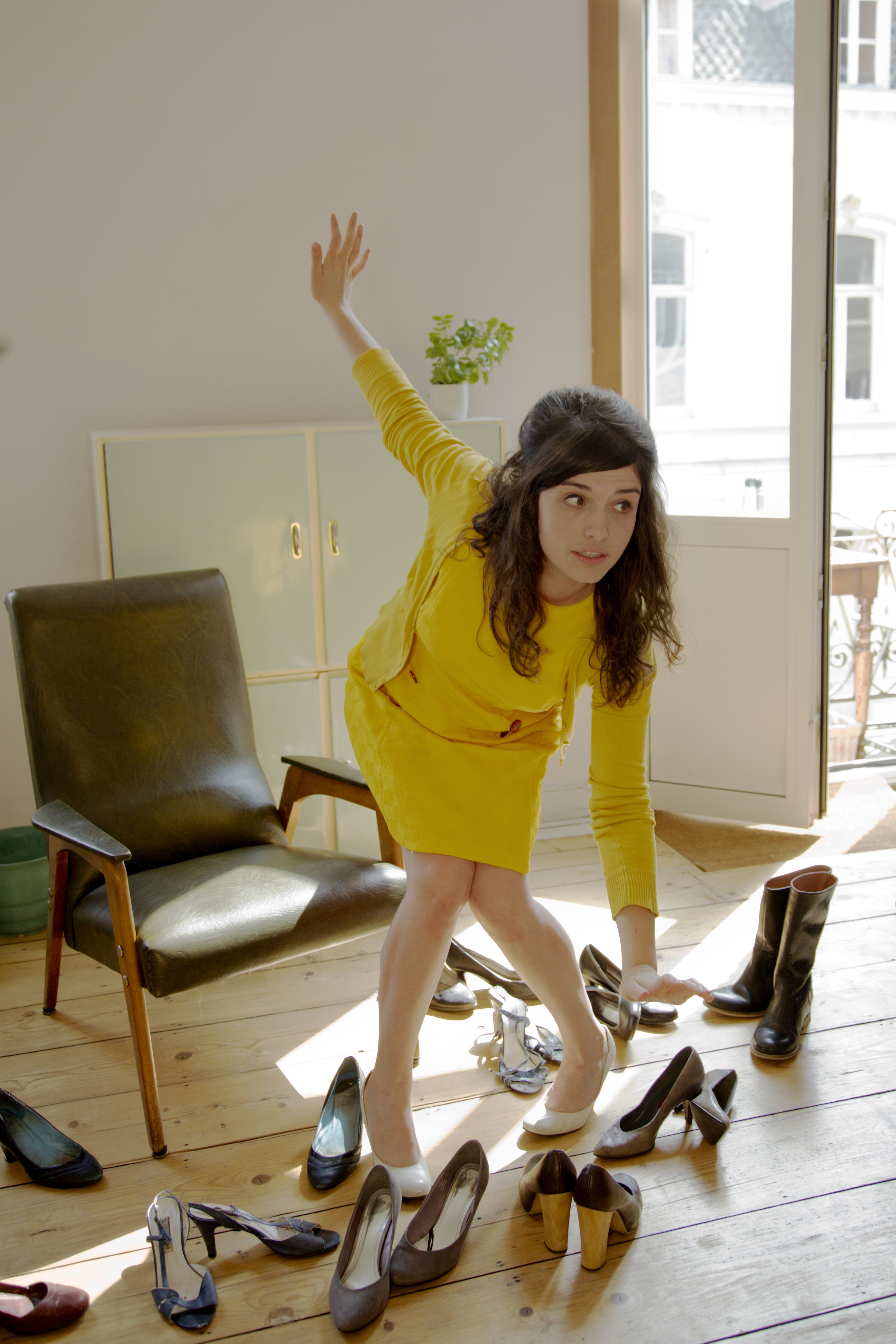
Nele Van den Broeck

Nele Van den Broeck (geboren 1985 in Merchtem), auch bekannt unter dem Namen ihres musikalischen Alter Egos Nele Needs A Holiday, ist eine belgische Sängerin, Komponistin, Schauspielerin, Regisseurin und Kolumnistin.
Van den Broeck studierte Musikproduktion am London Centre of Contemporary Music. Vorher studierte Van den Broeck zeitgenössisches Drama an der Königlichen Akademie für Schöne Künste in Gent und Deutsch und Spanisch an der Freien Universität Brüssel (VUB).

## Musik
Unter dem Namen Nele Needs A Holiday schreibt Van den Broeck Popmusik mit ironischen Texten. Nele Needs A Holiday wurde Musikpreisträger auf dem Theater Aan Zee 2008 und beendete das Finale von Humo’s Rock Rally 2010. Im August 2010 kam im Selbstverlag die EP It's OK... heraus, produziert durch Pascal Deweze. Am 19. September 2014 kam It's My Party heraus, das Debütalbum von Nele Needs A Holiday, produziert durch Koen Gisen. Das Album wurde bei Compagnie Cornelius veröffentlicht und über LC Music verbreitet. Am 6. Oktober 2017 kam dann das zweite Album Love Yeah heraus, produziert vom Engländer Richie Stevens und über N.E.W.S. verbreitet. Bei Bühnenaufführungen spielt Nele Needs A Holiday zusammen mit einer reinen Frauenband.

## Radio
Ab Januar bis Ende März 2014 moderierte Van den Broeck 13 Sonntagmittage Nele in Radioland, eine Sendung auf Radio 1 über die Geschichte von 100 Jahren Radio in Belgien.

## Kolumnen
Seit Januar 2015 schreibt sie alle 14 Tage eine Kolumne für De Standaard, jedes Mal mit einem anderen Musiktitel. Ihre Kolumne Mind The Gap wurde durch De Standaard unter die 25 besten Kolumnen aus dem Jahre 2015 aufgenommen.